# سي إل إيه إس (تعليم)
CLAS (سي إل إيه إس) كان عبارة عن تقييم يستند إلى المعايير المستندة إلى مبادئ التعليم المستند إلى النتائج المتوفرة في كاليفورنيا في التسعينيات. وكان يعتمد على مفاهيم المعايير الجديدة مثل البناء الكلي للغة وإصلاح تعليم الرياضيات. بدلاً من اختبارات الاختيار من إجابات عديدة واحدة فقط منها صحيحة، استخدم التقييم إجابات مفتوحة كتابية تمنح وفقًا للروبرك. كان من المعتقد أن مثل تلك الاختبارات تسفر عن نتائج منصفة بالنسبة للطلاب على جميع المستويات من القدرات المختلفة.
ولكن معدلات الفشل بين جميع المجموعات خاصة الذين لم يبلغوا سن الرشد كانت مرتفعة للغاية مما أثار الاهتمام. توقفت عام 1995 من قبل المدير بعد العمل بها مدة عامين.
أدلى مورين ديماركو (Maureen DiMarco) أمام السلطة التشريعية بولاية كاليفورنيا فيما يتعلق بتقييم [CLAS] (سي إل إيه إس) أنه لا يسمح لأي طالب صف بالحصول على "4" أعلى درجة بالرياضيات بالسنة الأولى. وكان يعتمد على إجابات مفتوحة، بحيث قد تكون الإجابة الصحيحة على مسألة كيفية تقسيم 5 تفاحات على 4 أشخاص هي إعطاء التفاحة الخامسة إلى بنك الطعام.
أحرز الطلاب الذين لم يبلغوا سن الرشد درجات أقل في الاختبارات القياسية، بينما أحرز عدد كبير درجات تضمهم إلى الفئات الأقل انخفاضًا، إذ أن الأسئلة ذات الإجابات المفتوحة التي تحتمل أكثر من إجابة أثبتت أنها أكثر صعوبة من الأسئلة ذات الاختيار من إجابات عديدة.
استبدلت هذه الاختبارات بإعداد التقارير والاختبارات القياسية وهو نظام اختبار يعتمد على المعايير الأكاديمية التي تتجاهل إلى حد كبير نظرية التعليم المستند إلى النتائج والتي قوبلت برفض إلى حد كبير في أواخر التسعينيات في الولايات المتحدة.